# Nāḩiyat Şaḩnāyā
Nāḩiyat Şaḩnāyā (arabiska: ناحية صحنايا) är ett subdistrikt i Syrien.   Det ligger i provinsen Rif Dimashq, i den sydvästra delen av landet, 11 km söder om huvudstaden Damaskus.
Omgivningarna runt Nāḩiyat Şaḩnāyā är i huvudsak ett öppet busklandskap. Runt Nāḩiyat Şaḩnāyā är det ganska tätbefolkat, med 75 invånare per kvadratkilometer.